# Матале (підрозділ окружного секретаріату)
Підрозділ окружного секретаріату Матале — підрозділ окружного секретаріату округу Матале, Центральна провінція, Шрі-Ланка.